# Katherine (Arizona)
Pour les articles homonymes, voir Katherine.
Katherine est une census-designated place du comté de Mohave, dans l'État de l'Arizona, aux États-Unis. En 2020, elle compte une population de 76 habitants.